# En järnarbetares visor
En järnarbetares visor är vissångaren Dan Berglunds debutalbum, utgivet av Proletärkultur 1975. Skivan utgavs på LP, men har inte getts ut på CD.
Skivan spelades in på endast två dagar. Låten "En yngling" hade tidigare getts ut på Röda Ropets album Spänn bågen (1974). Albumet nådde 37:e plats på albumlistan, men stannade dock bara en vecka på listan. Skivan hade 1979 sålt i 12 000 exemplar.
En järnarbetares visor är en av titlarna i boken Tusen svenska klassiker (2009).

## Låtlista
Alla låtar är skrivna av Dan Berglund.

### LP
A
1. "Johan och Johanna" – 2:40
2. "En yngling" – 8:35
3. "Visa till parasiten" – 1:42
4. "Om jag hade pengar eller Visa till demokratin" – 2:14
5. "Everts sista arbetsdag" – 3:01
6. "Anderssons kärring" – 3:41

B
1. "Mina herrar som räknar profiter" – 3:40
2. "Bullen hade firat" – 5:35
3. "Visa till SAP" – 1:16
4. "De mördades fria republik" – 4:19
5. "Våren i Backadalen" – 4:02
6. "Till vår barndom" – 2:55

## Medverkande
- Dan Berglund – sång, gitarr
- Lars Gerdin – congas
- Inger Gustavsson – dragspel
- Olle Hansson – fiol
- Peter Jonsvik – bas
- Charlye Lepistö – bas, gitarr
- Ingmar Nilsson – piano
- Stig Nilsson – trummor
- Lisbeth Nowotny – piano
- Göran Oldeus – flöjt, klarinett
- Thorbjörn Olsson – gitarr, bas, slagverk

## Listplaceringar
| Lista (1976) | Topplacering |
| ------------ | ------------ |
| Sverige      | 37           |

### Fotnoter
1. 1 2 3  ”Dan Berglund”. Svensk mediedatabas. http://smdb.kb.se/catalog/search?q=dan+berglund+typ%3Afonogram&sort=OLDEST. Läst 24 januari 2013.
2. 1 2  Gradvall et al (2009), #444
3. 1 2  Listplacering
4. ↑  ”Dan Berglund”. Progg.se. Arkiverad från originalet den 9 november 2012. https://web.archive.org/web/20121109052709/http://www.progg.se/band.asp?ID=13. Läst 25 januari 2013.